# Кяснясенъярви
Кя́снясенъя́рви (фин. Käsnäsenjärvi) — озеро на юге Суоярвского района Республики Карелия.
Расположено вблизи посёлка Кясняселькя в бассейне реки Уксунйоки. Вдоль озера проходит шоссе Р21 Пряжа — Леметти.
Озеро в форме подковы. Большой полуостров в северной части делит озеро на три плёса: западный, южный и восточный. На западе, через ручьи и ламбы озеро соединяется с рекой Пенсанйоки. Береговая линия сильно изрезана, берега возвышенные, покрыты смешанным лесом. Только на севере западного плёса — заболоченные и низкие. Дно песчаное, на глубине больше 3 м выстлано мелкозернистым илом. На западном плёсе много камней, выходящих на поверхность воды.
Код объекта в государственном водном реестре — 01040300211102000014022.